# Hendrik Bakhuis Roozeboom
Hendrik Willem Bakhuis Roozeboom (Alkmaar, 24 oktober 1854 - Amsterdam, 8 februari 1907) was hoogleraar scheikunde aan de Universiteit van Amsterdam.
Hij volgde de HBS in Alkmaar en studeerde aanvullend Grieks en Latijn tot hij in 1874 voor het toelatingsexamen voor de Universiteit Leiden slaagde. Omdat hij echter zijn studie niet kon betalen werkte hij  bij het onderzoekingsbureau voor levensmiddelen van J.Th. Mouton in Den Haag en was later werkzaam in diens chemische fabriek. Hij werd in 1878 assistent bij Jacob Maarten van Bemmelen, die hoogleraar in de scheikunde werd in Leiden. Daardoor kon hij alsnog aan zijn studie beginnen. In 1882 legde hij het doctoraal examen af en hij promoveerde in 1884 ook bij Van Bemmelen. Roozebooms dissertatie Over de hydraten van zwaveligzuur, chloor, broom en chloorwaterstof handelde over de dissociatieverschijnselen van deze gashydraten. 
Van der Waals wees hem in 1886 op fasenregel van Gibbs waarop Bakhuis Roozeboom zijn onderzoek op heterogeen chemisch evenwicht stoelde. 
Hij werd in 1890 benoemd tot lid van de Koninklijke Nederlandse Akademie van Wetenschappen, (KNAW).
Hij volgde in 1896 J.H. van 't Hoff op als hoogleraar te Amsterdam, waar hij zijn onderzoek naar heterogeen evenwicht vervolgde. Het resultaat van dat onderzoek werd (ook door zijn medewerkers na zijn dood) samengevat in Die heterogenen Gleichgewichte vom Standpunkte der Phasenlehre.

## Persoonlijk

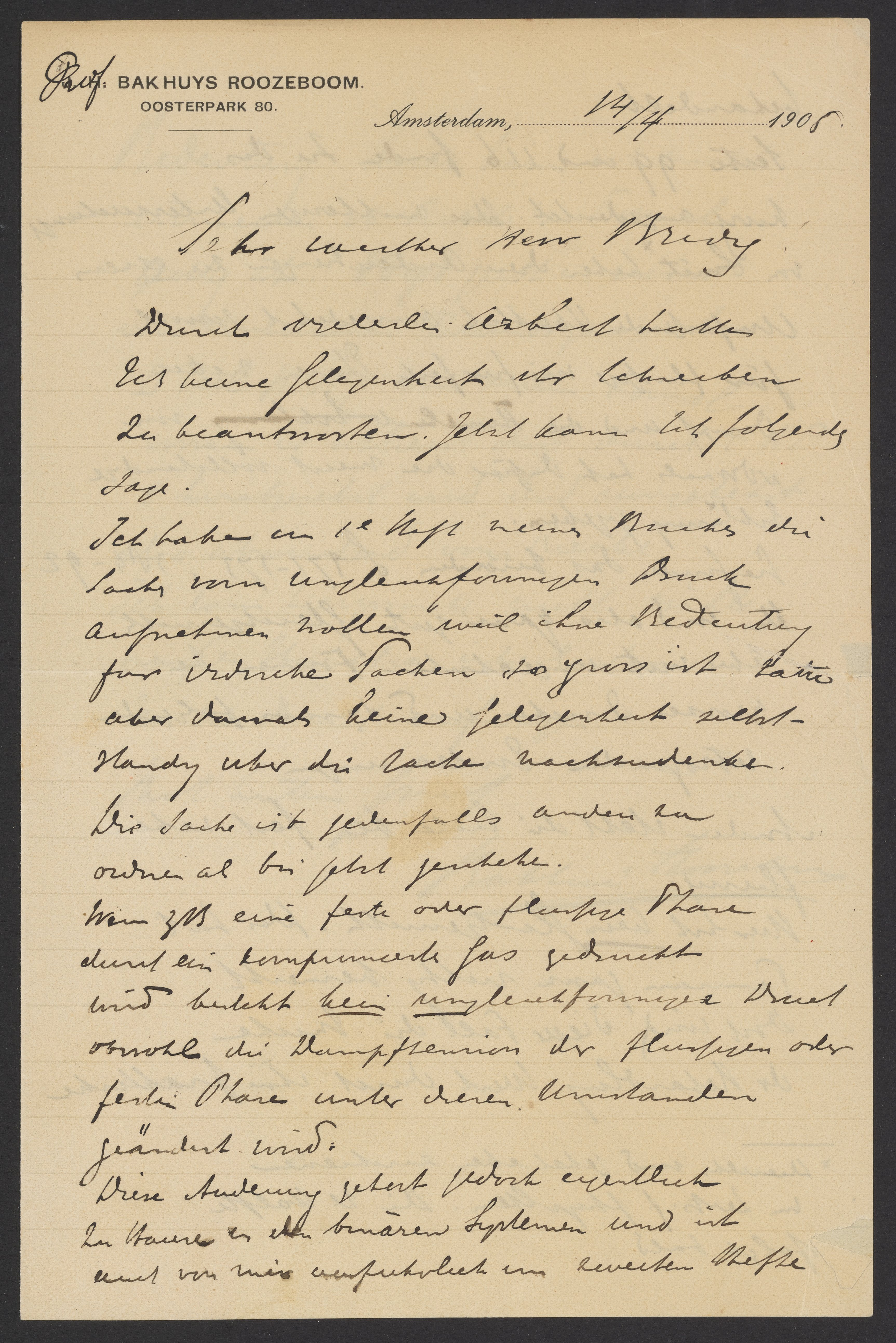
Brief van Bakhuis Roozeboom (1905)

Bakhuis Roozeboom werd op 24 oktober 1854 geboren in het gezin van de boekhouder Jan Hendrik Bakhuijs Roozeboom en Maria Rensen. Hij trouwde in 1879 met Catharina Elisabeth Wins, met wie hij 4 zonen en 2 dochters kreeg. Bakhuis Roozeboom getuigde openlijk een christelijk wetenschapper te zijn, tegen de gangbare scheiding tussen wetenschap en religie in. Hij stierf op 8 februari 1907 in Amsterdam.  

## Bakhuis Roozeboom Medaille
Sinds 1911 kent de KNAW om de vier jaar een medaille toe aan een wetenschapper die een belangrijke bijdrage heeft geleverd aan de fasenleer. De laureaat ontvangt een medaille met de beeltenis van H.W. Bakhuis Roozeboom. De uitreiking vindt plaats tijdens een symposium over het onderzoeksthema van de laureaat.